# Raymond Gallois-Montbrun
Raymond Gallois-Montbrun (* 15. August 1918 in Saigon; † 13. August 1994 in Paris) war ein französischer Violinist und Komponist.

## Leben
Gallois-Montbrun studierte von 1930 bis 1942 am Conservatoire de Paris Violine bei Firmin Touche, Harmonielehre bei Jean Gallon, Kontrapunkt und Fuge bei Noël Gallon und Komposition bei Henri Busser. Nach einem Second Grand Prix 1942 gewann er 1944 mit der Kantate Louise de la Miséricorde den Premier Grand Prix de Rome.
Nach dem mit dem Preis verbundenen Aufenthalt in der Villa Medici in Rom (1946 bis 1948) besuchte er von 1952 bis 1954 Kurse für Violine und Komposition am Institut Français in Tokio. Seit 1944 reiste er als Violinist durch Europa, Nordafrika, den Nahen und Fernen Osten und spielte Rundfunk- und Schallplattenaufnahmen ein. 1955 wurde er als Komponist mit dem Prix de la Ville Paris ausgezeichnet, 1957 erhielt er für die Kammeroper Le Rossignol de l’Empereur den Prix Italia.
1957 wurde Gallois-Montbrun Leiter des Konservatoriums von Versailles, von 1962 bis 1983 leitete er das Conservatoire de Paris, daneben bis 1967 auch dessen Société des Concerts. 1980 folgte er Paul Paray als Mitglied der Académie des Beaux-Arts nach. Im Juni 1980 wurde er als assoziiertes Mitglied in die Académie royale des Sciences, des Lettres et des Beaux-Arts de Belgique aufgenommen. Von 1983 bis 1992 leitete er den Concours international Long-Thibaud.

## Werke
- Trio à cordes, 1941
- Trois pièces für Klavier, 1944
- Concertstück für Klarinette und Klavier, 1946
- Pages de sonatine, 5 Stücke für Violine und Klavier, 1946
- Douze Études-Caprices de concert für Violine, 1947
- Concerto für Violine und Orchester, 1949 (das Werk wurde 1996 vom französischen Musiker Tristan Foison als sein eigenes ausgegeben und erhielt unter seinem Namen die US-Premiere)[3]
- Sarabande et Finale für Trompete und Klavier, 1949
- Marche für Trompete und Klavier, 1950
- Les Sept péchés capitaux, 1951
- Six pièces musicales d’étude für Flöte und Klavier, 1953
- Six pièces musicales d’étude für Altsaxophon und Klavier, 1954
- Six pièces musicales d’étude für Klarinette und Klavier, 1955
- Divertissement für Flöte und Klavier, 1956
- Le Rossignol et l’Empereur, Kammeroper nach einem Libretto von Philippe Soupault, 1957
- Mélodies et Proverbes, 12 Stücke für Klavier, 1958
- Sonatine pour piano, 1958
- Le port de Delft für Orchester, 1960
- Symphonie japonaise, 1960
- Concerto für Klavier und Orchester, 1963
- Ballade für Flöte und Klavier, 1986
- Complainte für Altsaxophon und Klavier, 1986
- Fantasme für Trompete, 1986
- Cécile et ses petits Pages, 12 pièces progressives pour violon à la 1ère position avec accompagnement de piano, 1994
- Mouvances für Oboe und Klavier, 1991
- Quand sonne l’heure für Violine und Klavier, 1993
- Sonate pour piano, 1993
- Andante für Violine und Klavier
- Aria für Posaune und Klavier
- Ballade für Horn und Klavier
- Concerto für Klarinette und Orchester
- Concerto für Trompete und Orchester
- Danses de Jehan Alain (Orchestration)
- Entracte pour orchestre
- Humoresque für Klarinette und Klavier
- Improvisation für Fagott und Klavier
- Intermezzo für Altsaxophon und Klavier
- Lied für Trompete und Klavier
- Louise de la Miséricorde, Kantate
- Les Ménines für Orchester
- Menuet et Rondo für Orchester
- Mosaïque, 8 Stücke für Klavier
- Petite suite pour marionnettes für Orchester
- Prélude für Oboe und Klavier
- Préludes für Klavier
- Les Rêves de Janceline, 9 Stücke für Violine und Klavier
- Scherzo für Trompete und Klavier
- Solos modernes de concert für Violine und Klavier
- Sonate für Violine und Klavier
- Stella ou le Piège de Sable, Oper
- Symphonie
- Tableaux Indochinois für Streichquartett
- Trois mélodies, für Gesang und Klavier oder Orchester
- Valse-Caprice für Flöte und Klavier
- Valse-Caprice für Orchester
- Variations de concert für Violine und Klavier